# Blyth Spartans Athletic Football Club
Maillots
Dernière mise à jour : 8 novembre 2024.
Le Blyth Spartans Athletic Football Club est un club de football anglais basé à Blyth.
Le club est connu pour son parcours lors de la FA Cup 1977-78. Il évolue depuis la saison 2016-2017 en National League North (sixième division anglaise).